# Carla Rochín Nieto
Carla Rochín Nieto (4 de julio de 1966) es una política mexicana, miembro del Partido Acción Nacional, fue diputada federal de 2003 a 2006 y ocupaba el cargo de Coordinadora Nacional de Guarderías del Instituto Mexicano del Seguro Social al ocurrir el Incendio de la Guardería ABC el 5 de junio de 2009. 

## Reseña biográfica
Carla Rochín Nieto es Licenciada en Diseño interior por la Universidad de Guanajuato y cursó varios diplomados en instituciones con la Universidad de Guadalajara, el Instituto Tecnológico y de Estudios Superiores de Monterrey y el Instituto de Administración Pública de Guanajuato.
En 1989 ingresó al Gobierno de Guanajuato como jefa de área en diseño en la Dirección General de Comunicación Social y en 1991 pasó a ser asistente de Relaciones Pública del Festival Internacional Cervantino, y de 1992 a 1994 fue Directora de eventos especiales y relaciones públicas del Gobierno del Estado. De 1998 a 2000 fue Secretaria Particular del Presidente Municipal de Salamanca, Guanajuato y de 2000 a 2003 fue regidora del ayuntamiento del mismo municipio.
En 2003 fue elegida diputada federal en representación del Distrito 8 de Guanajuato a la LIX Legislatura que concluyó en 2006 y en la que fue miembro de las comisiones de Cultura y de Energía; de 2006 a 2007 fue directora general de Culturas Populares del Consejo Nacional para la Cultura y las Artes y en 2007 fue designada Coordinadora Nacional de Guarderías del Instituto Mexicano del Seguro Social.

### Incendio de la Guardería ABC
Ocupaba el último puesto, encargado de la supervisión de las guaderías infantiles subrogadas a particulares por el IMSS en todo el país, cuando el 5 de junio de 2009 un incendio originado en una bodega se propagó y consumió la Guardería ABC en Hermosillo, Sonora, causando la muerte de 49 niños y heridas a otros 41; como consecuencia de este hecho, fue cesada del cargo el 18 de julio del mismo año. El 3 de junio de 2010 un informe no vinculante elaborado por la Suprema Corte de Justicia de la Nación la señaló entre los funcionarios federales, estatales y municipales que habrían cometido incumplimientos en sus funciones que causaron la tragedia de la guardería.
El 13 de noviembre de 2020 fue detenida por la Fiscalía General de la República en relación con sus presuntas responsabilidades en torno al siniestro de la Guardería ABC; siendo igualmente detenido Sergio Salazar Salazar, quien se desempeñó como director de Prestaciones Económicas y Sociales del IMSS. Ambos fueron vinculados a proceso y confirmada su prisión preventiva el 24 de noviembre siguiente.